# The Madness Fall Tour
A The Madness Fall Tour foi a quarta turnê musical do cantor canadense The Weeknd, feita para promover seu segundo álbum de estúdio Beauty Behind the Madness (2015). A excursão teve início em 3 de novembro de 2015 no Air Canada Centre em Toronto, Canadá, e terminou em 19 de dezembro seguinte na American Airlines Arena em Miami, Estados Unidos, sendo constituída por 24 concertos feitos nos dois territórios.

## Antecedentes e anúncio
Em 20 de agosto de 2015, The Weeknd anunciou em seu Twitter que uma turnê em suporte a Beauty Behind the Madness, seu segundo álbum de estúdio, seria feita. Intitulada The Madness Fall Tour, a excursão seria composta por 24 datas na América do Norte, começando em 3 de novembro de 2015 em Toronto e terminando em 19 de dezembro seguinte em Miami, com Banks, Travis Scott e Halsey servindo como atos de abertura. O cartaz promocional da digressão foi revelado no mesmo dia, descrito pelo portal Idolator como "um pôster distorcido que o mostra dando um olhar mortal para a câmera com marcas de garras correndo por seu rosto". A turnê foi promovida pela Live Nation Entertainment e a venda de ingressos teve início em 28 de agosto de 2015, data na qual Beauty Behind the Madness foi lançado. Membros do Citi tiveram direito a pré-venda dos bilhetes, iniciada dias antes.

## Repertório
O repertório abaixo é constituído da apresentação feita em 8 de dezembro de 2015 no The Forum, em Inglewood, não sendo representativo de todos os shows.
1. "Real Life"
2. "Losers"
3. "Acquainted"
4. "Often"
5. "High for This"
6. The Party & The After Party"
7. "King of the Fall"
8. "Crew Love"
9. "Or Nah (Remix)"
10. "Professional"
11. "The Morning"
12. "House of Balloons/Glass Table Girls"
13. "Tell Your Friends"
14. "The Birds Pt. 1"
15. "Shameless"
16. "Earned It"
17. "Dark Times"
18. "As You Are"
19. "Angel"
20. "Dirty Diana" / "In the Night"
21. "Can't Feel My Face"
22. "Prisoner"
23. "The Hills"

Bis
1. "Wicked Games"

- O cantor britânico Ed Sheeran participou do segundo show feito no Air Canada Centre em Toronto, cantando "Dark Times", sua colaboração com The Weeknd.[6]
- A cantora estadunidense Lana Del Rey participou da segunda apresentação feita no The Forum em Inglewood, cantando "Prisoner", sua colaboração com The Weeknd.[7]

## Datas
| Data                   | Cidade           | País             | Local                      | Atos de abertura    | Público                  | Receita          |
| América do Norte       | América do Norte | América do Norte | América do Norte           | América do Norte    | América do Norte         | América do Norte |
| ---------------------- | ---------------- | ---------------- | -------------------------- | ------------------- | ------------------------ | ---------------- |
| 3 de novembro de 2015  | Toronto          | Canadá           | Air Canada Centre          | Banks Travis Scott  | 33,036 / 33,036 (100%)   | US$ 2,330,610    |
| 5 de novembro de 2015  | Toronto          | Canadá           | Air Canada Centre          | Banks Travis Scott  | 33,036 / 33,036 (100%)   | US$ 2,330,610    |
| 6 de novembro de 2015  | Chicago          | Estados Unidos   | United Center              | Banks Travis Scott  | N/A                      | N/A              |
| 7 de novembro de 2015  | Auburn Hills     | Estados Unidos   | The Palace of Auburn Hills | Banks Travis Scott  | 15,184 / 15,184 (100%)   | US$ 1,099,963    |
| 11 de novembro de 2015 | Newark           | Estados Unidos   | Prudential Center          | Banks Travis Scott  | 13,164 / 13,164 (100%)   | US$ 936,802      |
| 12 de novembro de 2015 | Worcester        | Estados Unidos   | DCU Center                 | Banks Travis Scott  | 11,256 / 11,256 (100%)   | US$793,495       |
| 14 de novembro de 2015 | Uncasville       | Estados Unidos   | Mohegan Sun Arena          | Banks Travis Scott  | 6,752 / 6,752 (100%)     | US$ 627,320      |
| 15 de novembro de 2015 | Washington, D.C. | Estados Unidos   | Verizon Center             | Banks Travis Scott  | N/A                      | N/A              |
| 16 de novembro de 2015 | Nova Iorque      | Estados Unidos   | Madison Square Garden      | Banks Travis Scott  | 14,187 / 14,187 (100%)   | US$ 1,299,553    |
| 18 de novembro de 2015 | Brooklyn         | Estados Unidos   | Barclays Center            | Banks Travis Scott  | 30,420 / 30,420 (100%)   | US$ 2,362,466    |
| 19 de novembro de 2015 | Brooklyn         | Estados Unidos   | Barclays Center            | Banks Travis Scott  | 30,420 / 30,420 (100%)   | US$ 2,362,466    |
| 24 de novembro de 2015 | Montreal         | Canadá           | Bell Centre                | Travis Scott        | 16,863 / 16,863 (100%)   | US$ 959,606      |
| 27 de novembro de 2015 | Winnipeg         | Canadá           | MTS Centre                 | Halsey Travis Scott | N/A                      | N/A              |
| 29 de novembro de 2015 | Calgary          | Canadá           | Scotiabank Saddledome      | Halsey Travis Scott | N/A                      | N/A              |
| 30 de novembro de 2015 | Edmonton         | Canadá           | Rexall Place               | Halsey Travis Scott | N/A                      | N/A              |
| 2 de dezembro de 2015  | Vancouver        | Canadá           | Rogers Arena               | Halsey Travis Scott | N/A                      | N/A              |
| 5 de dezembro de 2015  | Oakland          | Estados Unidos   | Oracle Arena               | Halsey Travis Scott | N/A                      | N/A              |
| 6 de dezembro de 2015  | San Jose         | Estados Unidos   | SAP Center                 | Halsey Travis Scott | N/A                      | N/A              |
| 8 de dezembro de 2015  | Inglewood        | Estados Unidos   | The Forum                  | Banks Travis Scott  | 28,979 / 28,979 (100%)   | US$ 2,861,328    |
| 9 de dezembro de 2015  | Inglewood        | Estados Unidos   | The Forum                  | Banks Travis Scott  | 28,979 / 28,979 (100%)   | US$ 2,861,328    |
| 13 de dezembro de 2015 | Houston          | Estados Unidos   | Toyota Center              | Halsey Travis Scott | 13,208 / 13,208 (100%)   | US$ 1,134,829    |
| 15 de dezembro de 2015 | Atlanta          | Estados Unidos   | Philips Arena              | Halsey Travis Scott | 14,438 / 14,438 (100%)   | US$ 917,808      |
| 17 de dezembro de 2015 | Tampa            | Estados Unidos   | Amalie Arena               | Halsey Travis Scott | 14,435 / 14,435 (100%)   | US$ 933,095      |
| 19 de dezembro de 2015 | Miami            | Estados Unidos   | American Airlines Arena    | Halsey Travis Scott | N/A                      | N/A              |
| Total                  | Total            | Total            | Total                      | Total               | 212,552 / 212,552 (100%) | US$ 16,256,875   |